# Barksdale (Wisconsin, város)
Barksdale város az USA Wisconsin államának Bayfield megyéjében. Lakosainak száma 745 fő (2020. április 1.).

## Népesség
A település népességének változása:

| 2010 | 723 |
| 2020 | 745 |